# Puente ferroviario de Barnes
El puente ferroviario de Barnes está situado entre Richmond upon Thames y el municipio de Hounslow, en la zona sureste de Londres (Reino Unido). Se trata de una estructura catalogada como monumento de Grado II. Permite el cruce de la Línea de Hounslow Loop sobre el Támesis en dirección noroeste-sureste en Barnes, y se encuentra entre las estaciones de Barnes Bridge y de Chiswick. Es uno de los tres puentes de Londres que combina el uso peatonal y el ferroviario (los otros dos son el puente de Hungerford y el puente ferroviario de Fulham).
El puente original se construyó a finales de 1849, de acuerdo con el diseño ideado por el ingeniero civil Joseph Locke. Esta estructura, que constaba de dos pares de arcos de fundición de hierro, se parecía mucho al puente ferroviario de Richmond original, que también fue diseñado por Locke. Se abrió al tráfico ferroviario el 22 de agosto de 1849, y aunque brindó un servicio relativamente libre de problemas, dejó de tener uso desde la década de 1890, debido al temor sobre la idoneidad de los puentes de fundición tras el colapso de una de estas estructuras. Como tal, se decidió que se debería sustituir el puente original.
Durante la década de 1890, Head Wrightson construyó un nuevo puente más ancho, diseñado por Edward Andrews en nombre del Ferrocarril de Londres y del Suroeste. Esta estructura, que se emplazó directamente junto a su predecesora, consta de tres vanos con vigas de hierro forjado con forma de arco tesado, que alojan un par de vías férreas que cruzan sobre el río. También se agregó una pasarela peatonal al puente en este momento. El tramo original de Locke permanece en pie en el lado corriente arriba del nuevo puente, pero no tiene uso alguno. Durante 1983 el puente de Barnes recibió protección como monumento de Grado II. A partir de 2010, el puente de Barnes se cerró temporalmente a los peatones durante la Regata Oxford-Cambridge anual para evitar una aglomeración excesiva sobre la estructura.

## Historia

### Construcción

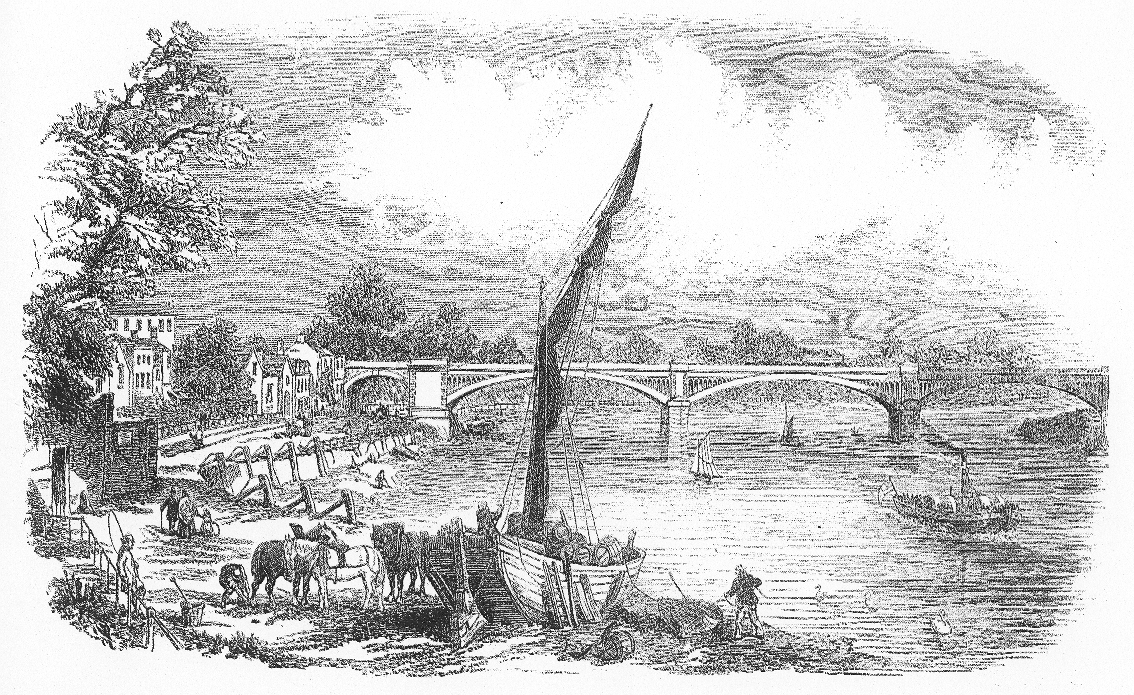
El puente original hacia 1849

Durante la década de 1840, la compañía del Ferrocarril de Londres y Southampton, que luego pasó a llamarse Ferrocarril de Londres y del Suroeste, se embarcó en el desarrollo de una nueva línea ferroviaria entre Nine Elms y Richmond. Unos años más tarde, se decidió que esta línea debería extenderse hasta Windsor. La nueva extensión incluyó la adición de un enlace directo desde el pueblo de Barnes a Chiswick y Hounslow, lo que requirió la construcción de lo que se conocería como el puente de Barnes sobre río Támesis. Antes de la construcción de esta estructura, Barnes, que en ese momento era un pequeño asentamiento, nunca había tenido un cruce del río.
La responsabilidad de diseñar el puente se asignó al destacado ingeniero civil Joseph Locke, quien también diseñó varias otras estructuras en la ruta, incluido el similar puente ferroviario de Richmond. Para lograr la altura reglamentaria requerida del puente por encima de la marca de la marea alta del Támesis, para evitar que la estructura interfiriese con el paso del tráfico fluvial tradicional, Locke determinó que sería necesario encauzar el río. Además, para acomodar la construcción del puente en el lado sur del cauce, varias propiedades dentro de The Terrace, una calle de modestas casas georgianas, tuvieron que ser demolidas para disponer de espacio suficiente, ya que la estructura y las líneas de conexión pasaban directamente a través de algunas zonas edificadas.
Tal como lo diseñó Locke, el puente de Barnes constaba de dos pares de arcos de fundición de hierro, que tenían una longitud de 36,57 metros y una elevación de 3,66 metros. Cada arco se fundió en cuatro secciones individuales, mientras que cada tramo se reforzó mediante seis nervaduras también de fundición, que tenían una anchura de 915 mm. Estos tramos estaban apoyados en pilares de ladrillo, estaban decorados con sillería de piedra de Bramley Fall, y soportaban un tablero compuesto por vigas de madera. Durante 1846, Fox Henderson & Co fueron designados como contratistas para construir la estructura, y los trabajos comenzaron poco después. El puente completo se inauguró oficialmente el 22 de agosto de 1849. Sin embargo, en la actualidad, aunque los elementos del puente de Barnes original proyectado por Locke permanecen in situ, ya no se usa para el tráfico ferroviario desde que fue reemplazado por la nueva estructura.

### Ampliación y reconstrucción
Hacia finales del siglo XIX, varios ingenieros y funcionarios habían llegado a cuestionar la vida útil viable y la estabilidad a largo plazo de las estructuras de hierro fundido, como el puente de Barnes original. Estos temores habían sido motivados en gran medida por el colapso de un tramo de hierro fundido en la Línea Principal de Brighton durante 1891. En medio de estas preocupaciones, en julio de 1891, se aprobó una Ley del Parlamento para reemplazar el puente de Barnes por una estructura compuesta principalmente por hierro forjado.
Sin embargo, como consecuencia del fuerte deseo de la compañía de que los servicios ferroviarios continuaran sobre la estructura existente durante la construcción de su sustituta, el nuevo puente de Barnes se construyó al lado y se evitó la necesidad de desmantelar por completo el puente original de Locke. En consecuencia, tras la finalización de la nueva estructura, quedaron tres alineaciones paralelas de arcos del viejo puente: dos de ellas conservan su tablero original, mientras que la tercera (la más pegada a la nueva estructura) es un resto de la demolición tanto de su tablero como de su alineación de arcos gemela.
El nuevo puente de Barnes fue diseñado por el ingeniero civil Edward Andrews y construido por el contratista Head, Wrightson & Co. Consta de tres tramos de vigas de hierro forjado con forma de arco tesado, sostenidos sobre los pilares originales extendidos. Durante 1894 se iniciaron las obras de ampliación de los estribos y pilares de ladrillo existentes, y la nueva estructura se completó durante el año siguiente. Conjuntamente con esta obra, también se añadió a la estructura una pasarela de 2,4 metros de ancho, que se han mantenido en uso desde entonces.
La presencia del puente de Barnes ha obligado a desviar el sendero del Támesis, un paseo peatonal que recorre las orillas del río, ya que el espacio entre el puente y el cauce es muy limitado, hasta el punto de que no se puede acomodar un sendero tradicional. Durante noviembre de 2017, se envió una solicitud de permiso de planificación a la concejalía del barrio londinense de Hounslow, mediante el que se proponía la construcción de una pasarela peatonal a medida que se extendiera el sendero en la orilla del Támesis por debajo del puente de Barnes, como un medio para eliminar en el futuro la necesidad de realizar el desvío. Además, se han planteado planes para la reutilización de la estructura de Locke (que estuvo fuera de uso durante mucho tiempo), convirtiéndola en una pasarela jardín. Según los informes recabados, esta propuesta ha atraído el apoyo de la empresa gestora de la infraestructura de la red nacional de ferrocarriles, Network Rail. A finales de noviembre y principios de diciembre de 2022, fue necesario cerar el puente al tráfico ferroviario para realizar reparaciones urgentes.

### Regata Universitaria

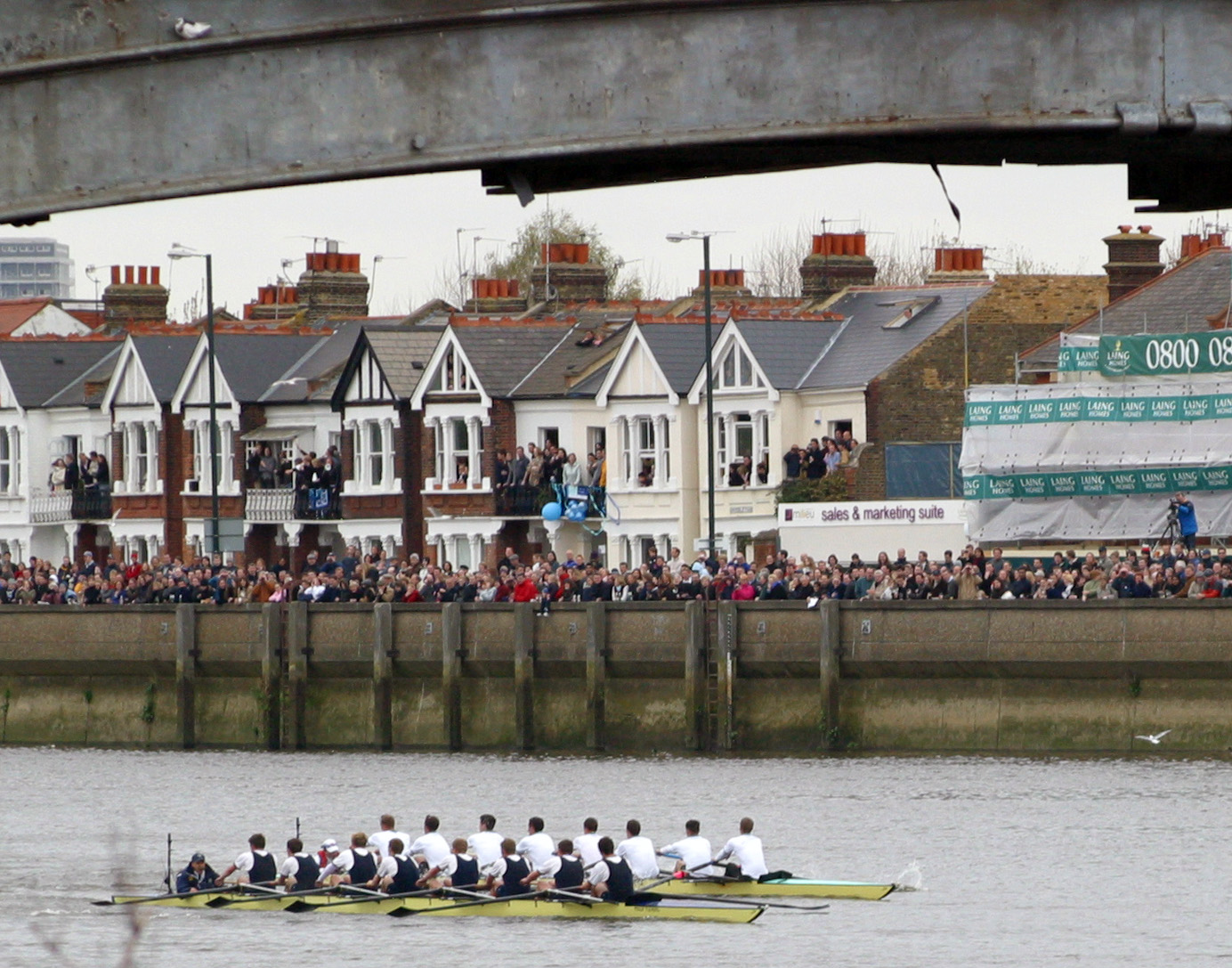
Regata Oxford-Cambridge acercándose al puente de Barnes, vista desde la orilla norte en Middlesex en 2003 (Oxford ganó por un solo pie de diferencia)

Con el tiempo, el puente de Barnes se ha convertido en un hito reconocible en el Támesis. Se menciona comúnmente durante la retransmisión de la Regata Oxford-Cambridge anual, y se ha hecho tradición afirmar que la tripulación que esté por delante en este punto ganará la carrera. Durante 2003, las tripulaciones que competían estaban casi en la misma posición acercándose al puente, y Oxford ganó la carrera por solo un pie. En reconocimiento a su asociación con las pruebas de remo, el escudo de Barnes Bridge incluye un remo azul claro (que representa a la Universidad de Cambridge) y un remo azul oscuro (que representa a la Universidad de Oxford). Durante la primera mitad del siglo XX, se hizo común que la compañía ferroviaria vendiera entradas a los espectadores de las carreras para acceder al puente como una forma de generar ingresos a partir de la provisión de un punto de vista único. Sin embargo, en el siglo XXI, el puente de Barnes se cerró intencionadamente al tráfico de peatones durante la regata por motivos de seguridad pública.

### Pasarela
En 2022 estaba prevista la construcción de la pasarela de Dukes Meadows, situada debajo del tramo norte del puente ferroviario de Barnes, para permitir que el camino del Támesis discurra junto al río en este punto, en lugar de tomar un desvío de cientos de metros hacia el túnel peatonal más cercano. El estudio de arquitectos responsable del diseño de la pasarela, Moxon, ha elaborado planes para una "pasarela verde" ajardinada a la que se accede por rampas en los tramos del puente ferroviario en desuso de 1849, que se une con el camino del Támesis. El proyecto es apoyado por Network Rail, el concejo de Richmond y el municipio de Hounslow.

## Galería
|  |  |  |